# Ahmad an-Naqschbandi
Ahmad Abd al-Qadir an-Naqschbandi (* 1930 in Arbil, Irak) ist ein ehemaliger kurdischer Politiker im Irak.
In der im Rahmen des Autonomieabkommens gegründeten Kurdischen Autonomen Region wurde er 1974 Mitglied des Exekutivkomitees (Regionalregierung) und war als Haschim Aqrawis Nachfolger von 1977 bis 1980 Vorsitzender dieses Exekutivkomitees. Danach gab er den Vorsitz an Dschamal al-Hadsch Sharif ab und wurde als Muhammad Amin Muhammad Ahmads Nachfolger Vorsitzender des Legislativkomitees (Regionalparlament). Er wurde 1983 und 1986 wiedergewählt, nach den Wahlen von 1989 jedoch durch Baha ad-Din Ahmad Faradsch ersetzt.